# Патријарашки егзархат југоисточне Азије
Патријарашки егзархат југоисточне Азије (рус. Патриарший экзархат Юго-Восточной Азии) органски је дио Руске православне цркве.

## Историја
Патријарашки егзархат југоисточне Азије је образован одлуком Светог синода Руске православне цркве од 28. децембра 2018. првобитно под називом Патријарашки егзархат у југоисточној Азији (рус. Патриарший экзархат в Юго-Восточной Азии). Покрива 11 југоисточноазијских држава (Вијетнам, Индонезија, Камбоџа, Сјеверна Кореја, Јужна Кореја, Лаос, Малезија, Мјанмар, Сингапур, Тајланд и Филипини).
Одлуком Светог синода Руске православне цркве од 26. фебруара 2019. територија Патријарашког егзархата је подијељена на епархије. Укинуто је Патријарашко намјесништво парохија у Тајланду. Поред егзарха установљени су Синод и Црквени суд.

## Устројство
На челу Патријарашког егзархата се налази митрополит сингапурски и југоисточноазијски, патријарашки егзарх југоисточне Азије који је и епархијски архијереј Сингапурске епархије. Бира га Свети синод Руске православне цркве, а поставља се патријарашким указом. Егзарх је предсједник Синода Патријарашког егзархата.
Основни црквеноправни акт егзархата је Унутрашња уредба о Патријарашком егзархату југоисточне Азије.
Синод Патријарашког егзархата је највиша црквена власт. Синодски чланови су епархијски архијереји под предсједништвом егзарха. Црквени суд Патријарашког егзархата је другостепени суд за епархијске судове док су највиша судска власт Високи општецрквени суд и Архијерејски сабор Руске православне цркве.
Патријарашки егзархат југоисточне Азије има укупно 4 епархије (Корејску, Сингапурску, Тајландску и Филипинско-вијетнамску). Сједиште егзархата се налази у Сингапуру.